# Glória (Porto Alegre)
Glória é um bairro da cidade brasileira de Porto Alegre, capital do estado  do Rio Grande do Sul. Localizado na zona sul, foi criado pela lei 2022 de 7 de dezembro de 1959, com limites alterados pela lei 2681 de 21 de dezembro de 1963.

## Histórico[1][2]
O Arraial da Glória nasceu no final do século XIX, por iniciativa da família Silveira Nunes, que doou ao poder público um terreno através do qual foi aberta uma via de ligação entre duas estradas paralelas, hoje conhecidas como Avenida Carlos Barbosa e Avenida Oscar Pereira.
A denominação Glória, segundo a tradição, remete à figura de Dona Maria da Glória, esposa do coronel Manoel Py, o proprietário de um sobrado que servia como ponto de referência na região.
Antes do processo de urbanização, o bairro correspondia a um campo vasto, repleto de árvores de grande porte. Nessa época, o único caminho existente era a Estrada de Belém - que ligava Porto Alegre à povoação de Belém Velho - posteriormente chamada de Estrada da Cascata e, atualmente, de Avenida Professor Oscar Pereira.
A inauguração da linha de bondes Glória em 1896, contribuiu para o crescimento do bairro. Um desenvolvimento mais intenso, todavia, se daria apenas a partir de 1935, quando o serviço regular de abastecimento de água foi implantado.
Entre 1893 e 1894 foi construída uma pequena capela, que foi substituída em 1915 pela Igreja de Nossa Senhora da Glória. No bairro também se localiza o Morro da Glória, mais conhecido como Morro da Polícia, com 287 metros de altitude e, que junto com a Igreja da Glória, se constituem em símbolos do bairro. O Morro da Glória oferece magníficos panoramas de todo entorno, desimpedidos de qualquer obstáculo visual em todas as direções salvo pelos lados leste e nordeste, e ainda em certas partes apresenta características quase rurais, mesmo distando relativamente pouco do Centro da cidade. Bem sobre o seu cume foi erguido o Santuário de Nossa Senhora Madre de Deus.
O bairro também é conhecido por lá ter morado o cantor Teixeirinha.

## Características atuais[2]

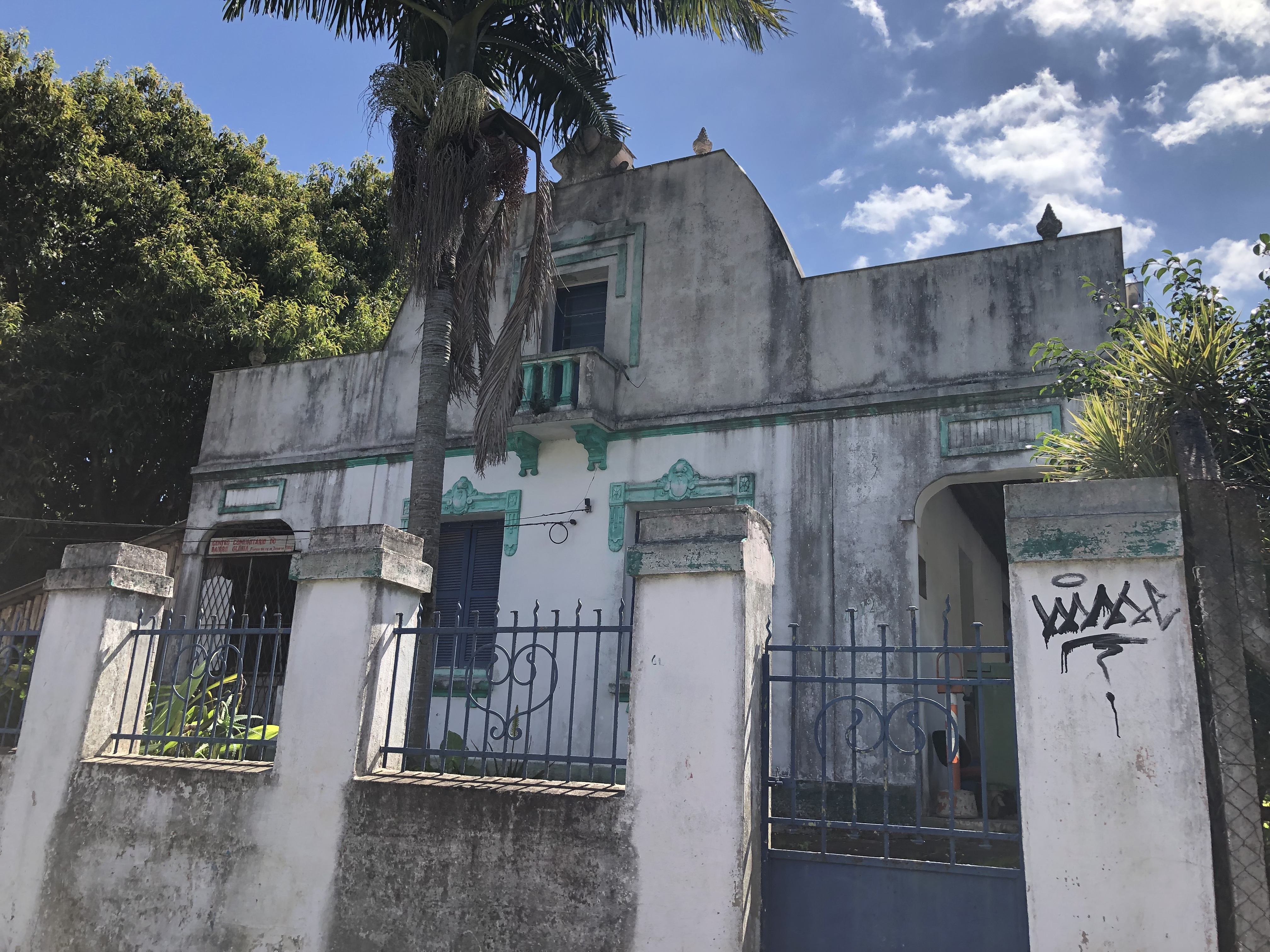
Centro Comunitário do Bairro Glória (CCBG).

Bairro basicamente residencial, dispondo de pequeno comércio e serviços, a Glória tem como característica principal a sua organização comunitária. A falta de serviços básicos como água, esgoto, luz e transporte, foram fundamentais para organização desses movimentos na Grande Glória, culminando com a formação do Conselho da Glória. Nos últimos anos, o movimento comunitário e as associações de moradores da Glória ampliaram sua ação, realizando, atualmente, diferentes trabalhos para os moradores da região e arredores, sobretudo assistência à mulher, crianças e adolescentes.

### Pontos de referência
- Colégio Marista Assunção
- Colégio Nossa Senhora da Glória
- Centro Comunitário do Bairro Glória
- Igreja Nossa Senhora da Glória
- Hospital Divina Providencia
- Clínica São José
- Gruta de Nossa Senhora de Lourdes
- A casa do cantor Teixeirinha

## Limites atuais
Na rua Nunes da ponte sobre o Arroio Cascata até a Avenida Professor Oscar Pereira; por esta até a Rua João VI, seguindo até o Arroio Águas Mortas; pelo talvegue deste até encontrar a Rua Allan Kardec e seu prolongamento por uma linha reta, seca e imaginária, na direção norte-sul, até encontrar a Rua Manduca Nunes; por esta até encontrar a Rua Ascensão; desta, em direção sul, até a Rua Domício da Gama e desta até a Rua Madre Ana indo, por esta última via pública, até a Rua Professor Carvalho de Freitas; desta até a Avenida Cel. Aparício Borges seguindo até o ponto sobre o Arroio Cascata e, pelo talvegue deste arroio, no sentido sul/norte, até a ponte da Rua Nunes na junção com a Rua Irmãos Calvet.
Seus bairros vizinhos são: Teresópolis, Medianeira, Santo Antônio, Partenon, Coronel Aparício Borges e Cascata.

## Lei dos limites de bairros- proposta 2015-2016
No fim do ano de 2015, as propostas com as emendas foram aprovadas pela câmara de vereadores de Porto Alegre. Em relação aos limites atuais, há algumas alterações. A alteração mais importante foi a ampliação do bairro, que ampliará seus limites.  
Ponto inicial e final: encontro da Rua Nunes com a Avenida Professor
Oscar Pereira. Desse ponto segue pela Avenida Professor Oscar Pereira até a
Rua Dom João VI, por essa até a Rua Pedro Boticário, por essa até a Avenida
Coronel Aparício Borges, por essa até a Rua São Miguel, por essa até a Rua
Intendente Alfredo Azeredo, por essa até a Rua Patrimônio, por essa até o
Beco Um Rua Patrimônio, por essa até a Rua dos Unidos, por essa até o seu
final, ponto de coordenadas 00000. Desse ponto segue por uma linha reta e
imaginária até o marco geodésico do Morro da Polícia, ponto de coordenadas
00000. Desse ponto segue por uma linha reta e imaginária até o encontro da
Estrada dos Barcelos com a Estrada dos Batillanas, ponto de coordenadas
00000. Desse ponto segue por uma linha reta e imaginária até o final da Rua
Raimundo Pereira Fraga, por essa até a Rua das Enfermeiras, por essa até a
Avenida Professor Oscar Pereira. Desse ponto segue por uma linha reta e
imaginária até o encontro da Estrada Salater com a Estrada dos Alpes. Desse
ponto segue por uma linha reta e imaginária até a nascente do arroio afluente
do Arroio Cascata, ponto de coordenadas 00000. Segue a jusante pelo leito
desse arroio até a Avenida Engenheiro Ludolfo Bohel, por essa até a Rua
Professor Carvalho de Freitas, por essa até a Avenida Coronel Aparício
Borges, por essa até a Rua Campos Elíseos, por essa até a Rua Luíza Rocco,
por essa até a Rua São Joaquim, por essa até a Rua Nunes, por essa até a
pela Avenida Professor Oscar Pereira, ponto inicial.

## Galeria de imagens

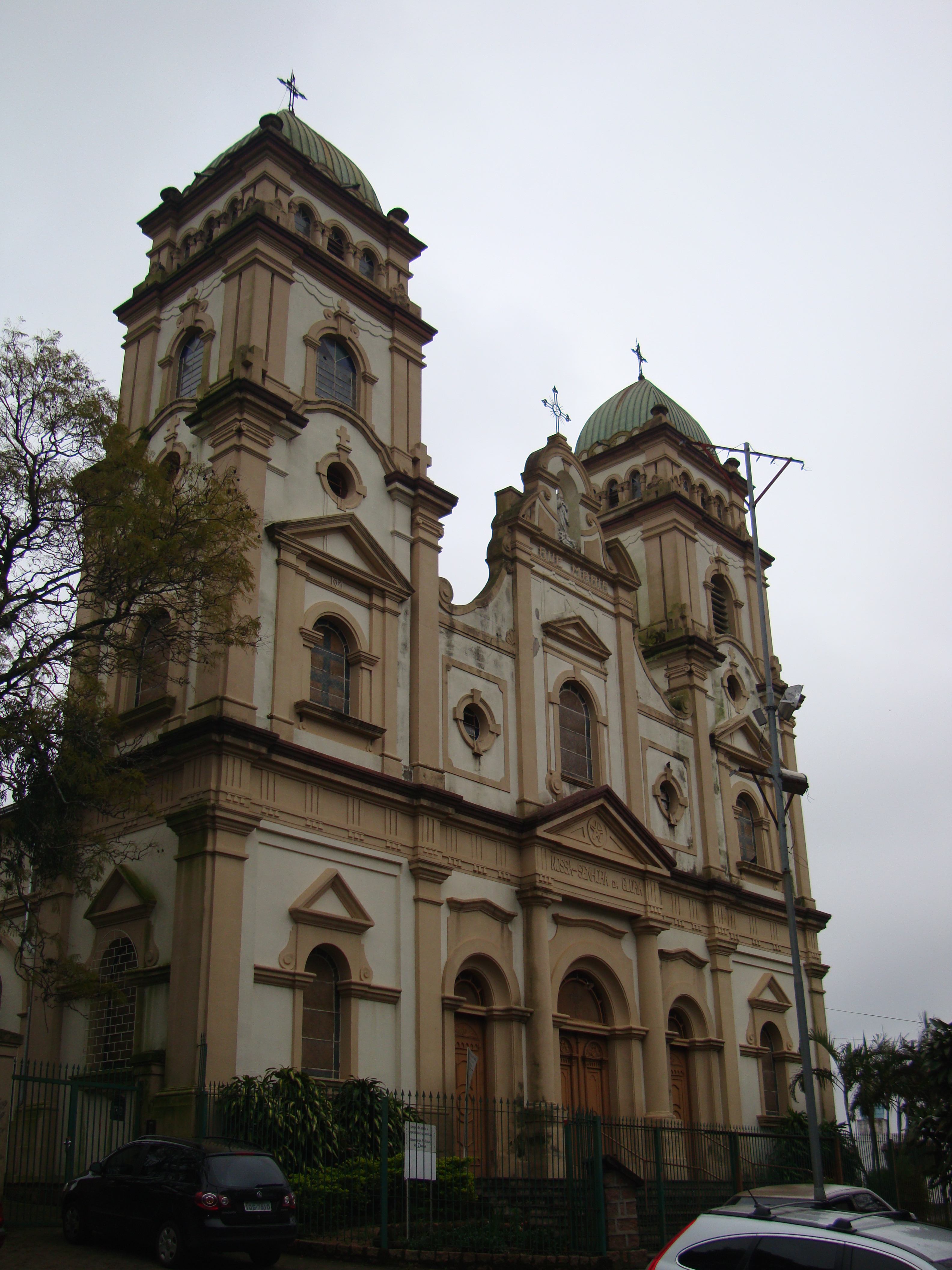
Igreja N. Sª da Glória que dá nome ao bairro.
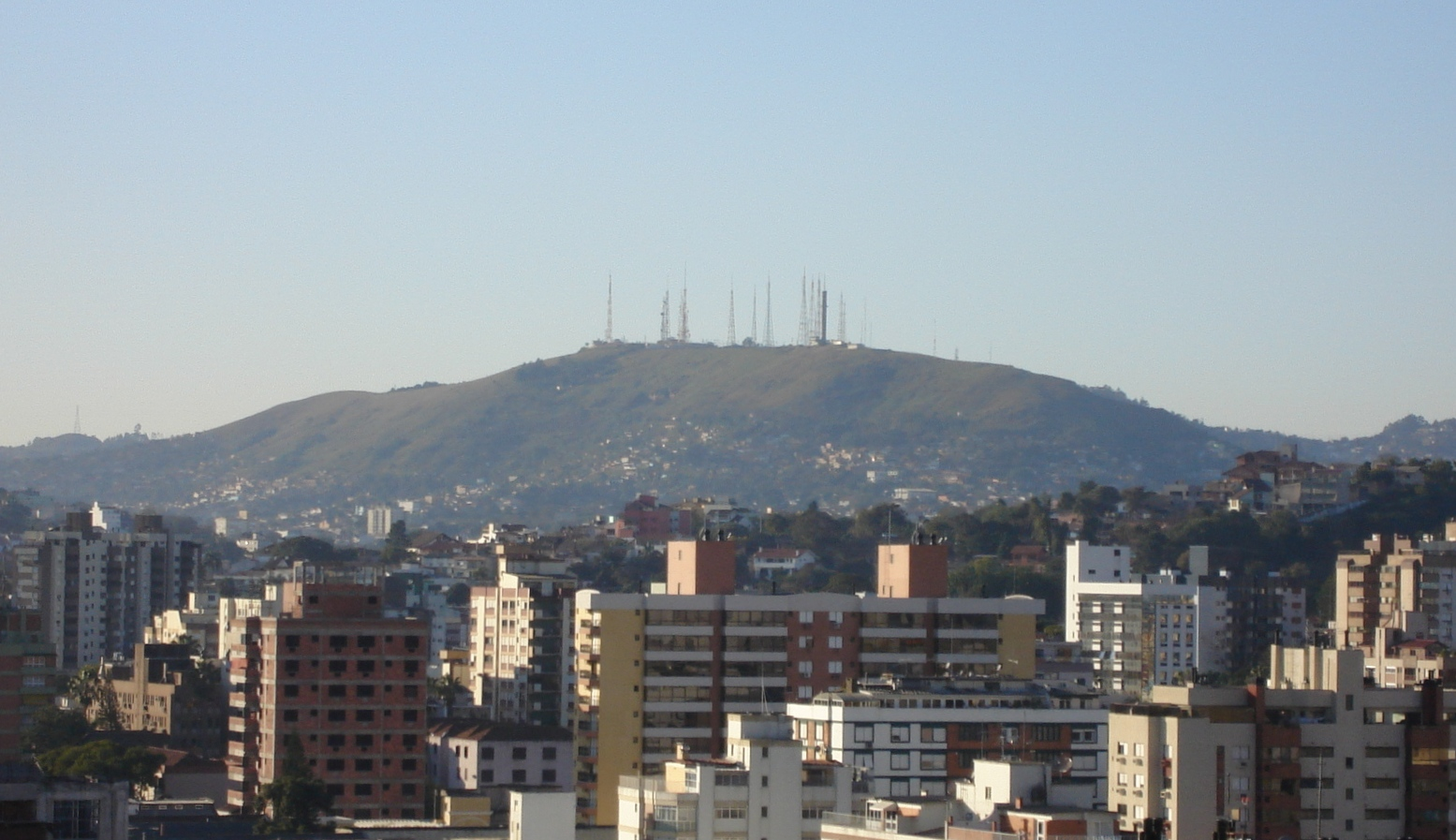
Morro da Glória, mais conhecido como Morro da Polícia
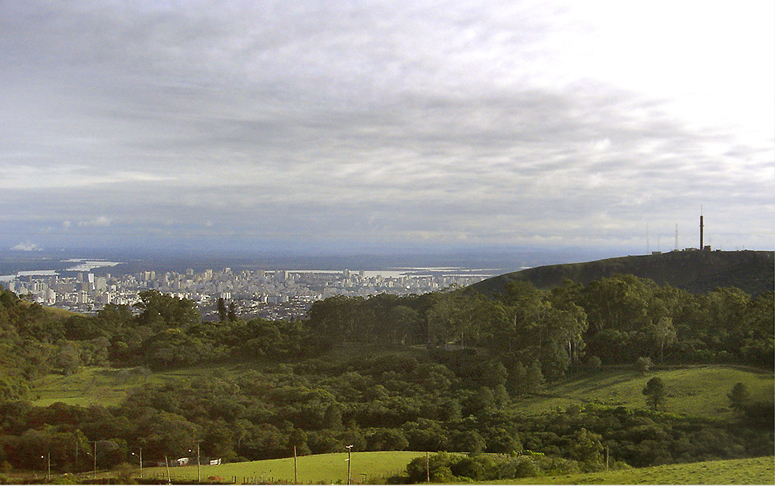
Vista do Morro da Glória
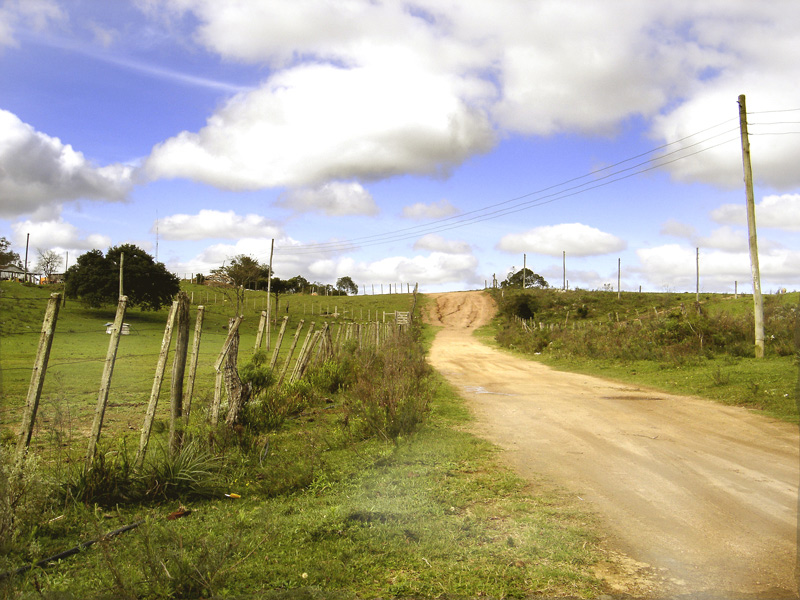
Aspecto ainda semi-rural nos arredores do Morro da Glória
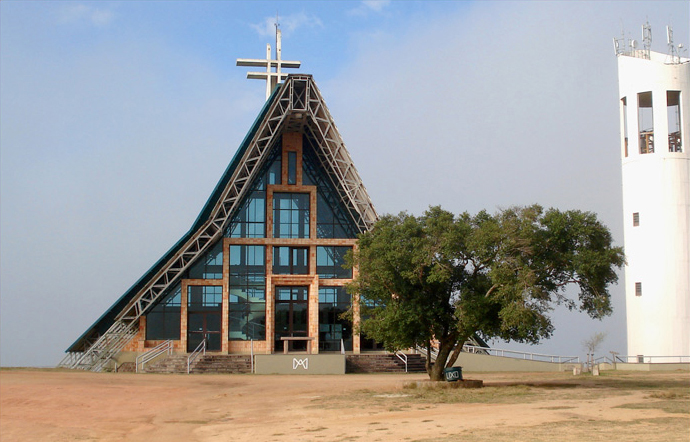
Santuário Mãe de Deus, no Morro da Glória